# 国鉄タサ1100形貨車
国鉄タサ1100形貨車（こくてつタサ1100がたかしゃ）は、かつて鉄道省及び1949年（昭和24年）6月1日以降は日本国有鉄道（国鉄）に在籍した私有貨車（タンク車）である。

## 概要
本形式は、ベンゾール専用の20t 積タンク車として1935年（昭和10年）4月10日に6両（タサ1100 - タサ1105）が日本車輌製造の1社のみにて製作された。
本形式の他にベンゾール専用種別とする形式は、タ1000形（48両）、タム3200形（5両）、タム3250形（83両）、タム23250形（15両）、タサ1000形（13両）、タサ1050形（2両）、タサ4400形（1両）、タキ200形（初代）（1両）、タキ850形（1両）、タキ900形（2両）、タキ950形（2両）、タキ1800形（65両）、タキ4150形（1両）、タキ6450形（3両）、タキ14400形（11両）の15形式が存在した。
落成時の所有者は、日本製鐵の1社のみでありその常備駅は室蘭本線の東室蘭駅であった。
貨物列車の最高速度引き上げが行われた1968年（昭和43年）10月1日ダイヤ改正対応のため、識別のため記号に「ロ」を丸で囲んだ通称マルロが追加され「ロタサ」となり黄色（黄1号）の帯を巻いている。タンク体には同色で「道外禁止」と標記された。
ドーム付き直円筒型のタンク体は、普通鋼（一般構造用圧延鋼材、SS41現在のSS400）製で、荷役方式はタンク上部にあるマンホールからの上入れ、吐出管からの下出し式である。
寸法関係は全長は9,360mm、実容積は22.8m3、自重は13.5t - 14.0t、換算両数は積車3.0、空車1.0であり、走り装置は一段リンク式の三軸車である。
1975年（昭和50年）2月27日に最後まで在籍した4両（タサ1100 - タサ1103）が廃車となり同時に形式消滅となった。